# Charles Neidich
Charles Neidich (Nueva York, 26 de agosto de 1953) es un clarinetista, director de orquesta y compositor de música clásica estadounidense con raíces rusas y griegas. 

## Estudios y carrera
Charles Neidich comenzó a tocar el piano a los 5 años y el clarinete a los 7. Sus primeros maestros fueron su madre y su padre, Irving Neidich. Después de que el clarinete se convirtiera en su instrumento favorito, continuó recibiendo lecciones del entonces reconocido maestro de clarinete Leon Russionoff. Después de la High school (escuela secundaria), inicialmente no asistió a una escuela de música, sino que decidió estudiar antropología en la Universidad de Yale, en donde se graduó en Bachelor of Arts. En 1975 fue el primer beneficiario de una beca Fulbright durante tres años en el Conservatorio Estatal de Moscú, donde recibió clases de clarinete con Boris Dikov y piano con Kirill Vinogradov.
Su reputación creció de manera constante desde su debut como clarinetista en un recital de Nueva York de 1974 cuando aún era estudiante en Yale. Una serie de premios ayudaron a lanzar su carrera. En 1979 ganó la medalla de plata en el Concurso Internacional de música de Ginebra en 1982, segundo premio en el Internationalen Musikwettbewerb der ARD, en Múnich y en 1984, uno de los tres grandes premios en el Concurso Internacional Accanthes en París. En 1985 ganó el premio del concurso más importante de clarinete de los Estados Unidos, el de la Walter W. Naumburg Foundation, que catapultó significativamente su carrera como solista. [3] [2]
De 1985 a 1989, Neidich fue profesor de clarinete en la Eastman School of Music en Nueva York y luego en la Juilliard School of Music y en otros conservatorios. Es uno de los pocos clarinetistas que ejercen su profesión únicamente como clarinetista solista y conferenciante, es decir, que no participa en una orquesta al mismo tiempo. Durante muchos años, sin embargo, ha sido miembro del New York Woodwind Quintet y del Orpheus Chamber Ensemble y también participa en otros conjuntos musicales.
El artista ha actuado con varias reconocidas orquestas de los Estados Unidos, Europa y Asia, incluida la Royal Philharmonic Orchestra de Londres, la Concertgebouw Orchestra de Ámsterdam y la Leipziger Gewandhausorchester. Ha aparecido como invitado en numerosos festivales de renombre como el Festival de Marlboro y Sarasota, los BBC Proms, el Festival de Música de Cámara de Kuhmo, además de festivales en Francia, Italia, Japón y China. Ha actuado varias veces en el Festival de Moritzburg.
Además de su trabajo como clarinetista, Neidich también ha trabajado como director desde alrededor de 2010. Dirigió la Orquesta Sinfónica de Cobb y la Orquesta Sinfónica de Georgia. Dirige la Queens College Chamber Orchestra en Queens, Nueva York, con la que ha interpretado obras de Haydn, Mozart y Beethoven en interpretaciones historicistas. Neidich ha enseñado en la Juilliard School, Queens College, City University en Nueva York, Manhattan School y Mannes College of Music. Ha sido profesor invitado en la Academia Sibelius de Finlandia, la Escuela de Música de Yale y la Universidad Estatal de Míchigan. Es solicitado en todo el mundo por sus clases magistrales y sus innovadores conciertos y conferencias, como 'Lo viejo es nuevo: cómo tocar música antigua con instrumentos históricos, cómo tocar música nueva con instrumentos modernos' y 'Oficio y drama: Para entender cómo compuso Brahms.'
Con su esposa Ayako Oshima ha publicado un libro sobre los fundamentos de la técnica del clarinete para la editorial japonesa TOA Ongaku Inc. En la primavera de 2018, Charles Neidich de la Juilliard School recibió el premio William Schuman.

## Grabaciones
Se han realizado numerosas grabaciones en CD con Charles Neidich con instrumentos modernos e históricos, tanto como solista como con su conjunto de viento de época, Mozzafiato. Los más importantes se muestran en su sitio web. También contiene imágenes y/o grabaciones de sonido en YouTube y otros servicios de información.

## Instrumentos
Neidich ha influido en la restauración de versiones originales de obras y en llevarlas al público. Varias obras clásicas restauradas para clarinete a su forma original incluyen el Concierto para clarinete de Mozart, conciertos de Weber y Copland, la Soireestücke de Robert Schumann, y el Andante y Allegro de Ernest Chausson. Neidich, es partidario de la nueva música y ha estrenado obras de Milton Babbitt, Elliott Carter, Edison Denisov, Helmut Lachenmann, William Schuman, Ralph Shapey, Joan Tower, Katia Tchemberdji, Vasilii Lobanov y otros. Ha difundido el Concierto de John Corigliano, interpretándolo en todo Estados Unidos, en particular con la Syracuse Symphony Orchestra y la Jacksonville Symphony Orchestra. 
Charles Neidich toca con diferentes instrumentos, tanto históricos como modernos.